# Arènes de Montaut (Landes)
Les arènes de Montaut (Landes) se situent sur la commune de Montaut, dans le département français des Landes. Elles ont une capacité d'accueil de 1000 à 1050.

## Présentation
Les arènes initiales étaient construites en bois, montées pour les fêtes et démontées ensuite. En 1976, sur des plans de l'architecte montois M. Depruneaux elles ont été construites en béton. Ce sont des arènes ovales de type espagnol, avec gradins en amphithéâtre de 1000 à 1050 places. Situées sur l'ancienne  motte castrale, elles dominent la vallée du Gabas. 
Dédiées au départ à la fois à la course landaise et à la corrida, elles  sont désormais uniquement destinées aux courses landaises.

## Ferias
Les fêtes ont lieu en mai (fêtes de printemps) et en septembre (fêtes patronales).